# Жито дике
Жито дике (Secale sylvestre) — вид рослин родини тонконогові.

## Будова
Однорічна трав'яниста рослина. На верхівці стебелини містить густий дворядковий колос, що складається з менших колосків по дві квітки. Після достигання колос легко розпадається на окремі колоски.

## Поширення та середовище існування
Зростає на пухких піщаних та супіщаних ґрунтах від Угорської рівнини до Середньої Азії. В Україні зустрічається густими масивами в степовій та лісостеповій зоні.

## Практичне використання
У передгір'ї Середньої Азії місцеве населення здавна збирає колоски жита, що містить близько 11 % білкових речовин та 60 % крохмалю. Витовчуть зерно з колосків макогоном у дерев'яних ступах. З борошна жита дикого випікають хліб, домішують до пшеничного борошна.
Хліб з такого жита відзначається високими харчовими та смаковими якостями, бо в ньому багато вітамінів групи В та Е, а також протеїну та клейковини.
На Наддніпрянщині з жита не тільки пекли хліб, а й гнали вино, добували крохмаль, виготовляли крупу.

## Галерея

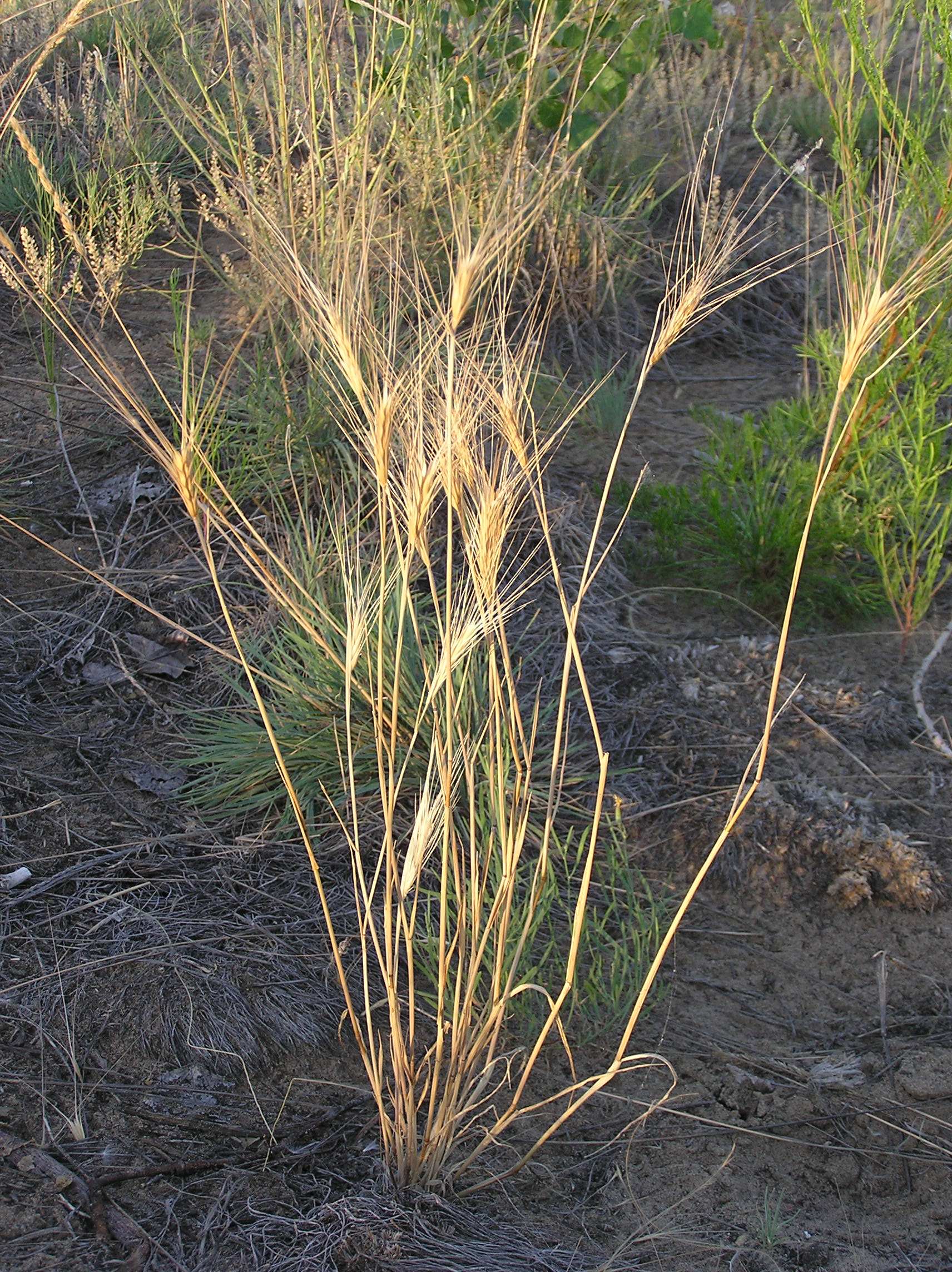